# Mesacanthoides psittacus
Mesacanthoides psittacus är en rundmaskart som beskrevs av Christian Wieser och Stephen Donald Hopper 1967. Mesacanthoides psittacus ingår i släktet Mesacanthoides och familjen Enoplidae. Inga underarter finns listade i Catalogue of Life.